# STM-online
STM-online (Svensk tidskrift för musikforskning on-line) var en vetenskaplig tidskrift som utgavs av Svenska samfundet för musikforskning 1998–2013.
År 2014 sammanslogs STM-online med samfundets andra tidskrift, Svensk tidskrift för musikforskning (Swedish Journal of Music Research/STM-SJM).
Redaktörer var Per F. Broman, Jacob Derkert och Erik Wallrup.  STM-online innehöll främst vetenskapliga artiklar och vetenskaplig debatt.